# Lenteng (Pamekasan)
Lenteng is een bestuurslaag in het regentschap Pamekasan van de provincie Oost-Java, Indonesië. Lenteng telt 1554 inwoners (volkstelling 2010).